# Fabio Moro
Fabio Moro (* 13. Juli 1975 in Bassano del Grappa) ist ein ehemaliger italienischer Fußballspieler.

## Karriere
Moro spielte in seiner Jugend bei der AC Mailand und begann seine Profikarriere 1994 bei Ravenna Calcio, wo er zu 25 Einsätzen kam. Anschließend wechselte er mehrere Male den Verein, 2000 unterschrieb er bei Chievo Verona. Dort etablierte Moro sich zu einem festen Spieler, blieb zehn Jahre und bestritt 232 Spiele. 2010 beendete er seine Karriere.